# Grand Theft Auto: The Lost and Damned
The Lost and Damned er et spil i Grand Theft Auto-serien som omhandler Liberty Citys rockergruppe, The Lost.
Ifølge Rockstar Games vicepræsident, vil udvidelsen vise en anden side af Liberty City.

## Figurer
|  | Maskinoversættelse og/eller tvivlsomt indhold Denne sides indhold bærer præg af at være en maskinoversættelse og/eller meget dårligt og uklart formuleret. Det vurderes at sproget er så dårligt og eventuelt forkert eller til at misforstå, at det bør omskrives eller oversættes på ny. Du kan hjælpe med at oversætte til korrekt dansk i denne og lignende artikler. Hvis dette ikke sker inden for kort tid, kan en sletning komme på tale. Se evt. denne sides diskussionsside eller i artikelhistorikken. |

### Johnny Klebitz
Johnny Klebitz (født i 1974) er en hård og vild rocker. Johnny er et kriminelt mastermind-medlem af rockergruppen The Lost, der overtager rockerne efter at han overvåges for at tage sig af dem. Han ville gøre noget for familien, er meget loyale over for dem. og først mødt af Niko, efter at de begge er betroet at våge over en heroin deal for Elizabeta og Playboy X. Aftalen viser sig at være en LCPD-brod, og Johnny forsvinder under den efterfølgende ildkamp. Han dukker senere op igen for at hjælpe Niko med en diamantkonflikt og beskæftige sig med Isaac Roth, på vegne af Ray Boccino. Handlen bliver angrebet af medlemmer af Ancelotti's kriminalitets familie, og Johnny undslipper med to millioner dollars i kontanter. Johnny er 34 år, hvilket gør ham til den ældste af de tre hovedpersoner. Johnny har mange kælenavne f.e.k.s Johnny Boy, Johnny K, Jonathan, Johnny The Jew, Klebitz The Heeb, Klebitz-O-Witz og JK. Hans motorcykel type er Hexer.

### Jim Fitzgerald
James "Jim" Fitzgerald (født i 1963) er medlem af The Lost og Johnny's bedste ven. Jim, Johnny og Billy har kendt hinanden siden deres barndom. Jim var aldrig helt gode venner med Billy. Jim så ham altid som et fjols. Han blev gode venner med Johnny som var 15 år yngre og Jim blev hurtigt hans forbillede. De lavede kriminelle aktiviteter sammen. Ligesom i missionen "Liberty City Choppers" hvor man sammen med Jim skulle stjæle motorcykler fra Angels of Death. Senere i "Diamonds in the Rough" gav Johnny Ray's penge til Jim. Ray kidnappede Jim og toturerede ham. Johnny og Jim nåede begge at flygte ud af Ray's hjem, men på vejen blev Jim dræbt af Niko, imens Johnny kæmpede mod Ray's mænd. Efter Jim's død lovede han at støtte Jim's familie. Jim har en kone og et barn.

### Billy Grey
William Billy Grey (1971) er tidligere leder af The Lost MC. Efter at han kom i fængsel og forrådte Johnny og Jim, påstår Brian at Johnny ringede til politiet. Senere forlader Brian The Lost og starter sin egen rockergruppe. Johnny dræber Billy i fængslet, imens Terry og Clay forhindrer politiet i at komme ind.

### Brian Jeremy
Efter at Billy kom i fængsel og forrådte Johnny og Jim, påstår Brian (født i 1979) at Johnny ringede til politiet. Senere forlader Brian The Lost og starter sin egen rockergruppe kaldt Brian's Faction. Senere kom Johnny ind i Brian's hus for at slå ham ihjel. Man kan vælge at dræbe ham eller lade ham leve.

### Terry Thorpe
"Terry Thorpe" (født i 1977)  er en af hovedrollerne, Sgt. I The Lost MC og en ven af Jim Fitzgerald, Johnny Klebitz og en meget god ven af Clay Simon. Selvom Terry tit er sammen med Clay og sikkert bor sammen med ham, driller han stadig Johnny og Jim for at være alene sammen det meste af tiden. Påstår ting som "Everybody's figured out you two been fucking since you spend so much alone time together". Hvis spilleren ringer til Terry vil han møde ham hvor Johnny kan købe våben fra hans bil, fordi hans våben koster meget og man vil nok miste fleste af pengene og hvis man dræber Terry kan man ikke få hans penge.

### Clay Simons
"Clay Simons" (født i 1945) er "Road Captain" i The Lost Motorcycle Club. Han er superloyal overfor Johnny. En ven af Jim og den bedste ven af Terry. Man kan ringe til Clay og han vil komme med en motorcykel til Johnny, hvis spilleren ikke har et transportmiddel. Senere i spillet kan man også ringe til Clay eller Terry og de vil komme og hjælpe Johnny. De bliver stærkere, hver gang man fuldfører en mission med dem.

### Malc
"Malc Simpson" (født i 1977) er en hovedfigur, ven af Johnny og Jim, Desean's bedste ven og medlem af Uptown Riders. Jim introducerede Malc og DeSean til Johnny. Senere skulle Johnny, Malc og DeSean arbejde for Elizabeta Torres. Uptown Riders er fans af japanske sportsmotorcykler og hip hop og rap, imens The Lost Motorcycle Club er mere til chopper og Harley Davidson-motorcykler og fans af hård rock og heavy metal, hvilket er grunden til at Malc og Johnny nogen gange kritiserer hinanden.

### DeSean
"DeSean" (født i 1981) er medlem af Uptown Riders MC og bedste ven af Malc, men også ven af Jim og Johnny fra The Lost Motorcycle Club. Han arbejder for Elizabeta Torres sammen med Malc og Johnny. Hans motorcykel er en Hackochou Custom.

### Angus Martin
"Angus Martin" (født i 1982) er medlem af The Lost Motorcycle Club. Han er med i en kriminel motorcykelklub, men kører i kørestol på grund af en ulykke på vejen. Han skriver e-mails til Johnny om hans had mod Billy og Brian.

### Thomas Stubbs III
Thomas Tom Stubbs III (født i 1955) er en politiker, som Johnny dog har hjulpet ud af mange missioner. Første gang Johnny kom ind i rummet, var Stubbs nøgen, hvilke gav mange folk opmærksomhed på. Men i sidste mission, Get Lost var han iført jakkesæt. Derfor er Stubbs ifølge GTA fans kendt som "Naked Man".

### Ashley Butler
Ashley Ash Butler (født i 1981) er Johnny's ex-kæreste. Han slog op med hende på grund af hendes ekstreme brug af stoffer, men også fordi hun havde sovet med Billy. Han var jaloux, men sagde aldrig noget til Billy. I missionen "Coming Down" reddede han hendes liv, selvom han selv mente at det var dumt at ham. Hun påstod at hun aldrig løj, hvilket fik ham til at svare "Well, my whole life's falling to shit, sweetheart, i guess it was dumb of me to think this would be any different". Senere efter få missioner skulle Johnny gøre en tjeneste for Dimitri Rascalov's mænd, nemlig at kidnappe Roman Bellic. Johnny tilføjede, at kidnapning ikke var noget, han gjorde, men mændene truede ham med at de ville slå Ashley ihjel hvis han ikke gjorde det. I “Was It Worth It" fortalte Ashley Johnny om Jim's død. Hun nævnte også at hun ville stoppe med at tage stoffer. Men hun havde lovet det så mange gange at Johnny til sidst blev træt af hende. Han bad hende om at gå. Efter missionen sendte hun en e-mail til ham om at hun havde stoppet med at tage stoffer. Han skrev tilbage til hende hvor han både ønskede hende held og lykke og bad hende om at holde sig væk fra ham

## Bander
- The Lost Motorcycle Club
- Uptown Riders
- Angels of Death
- Spanish Lords
- The Triads
- Pegorino Crime Family
- African Americans
- North Holland Hustlers

## Synopsis
The Lost and Damned's plot og tone består af en mørk, grynet livsstil revolverende omkring The Lost Motorcycle Club, der opererer i Liberty City. Billy Grey er præsident for klubben, der er den mest hensynsløse af alle og fører de andre i en stædig afvisning af rationel metode (selv i tilfælde af Johnny, da Billy rynker brynene på ham for at skabe fred med Angels of Death). Mens hovedpersonen, Johnny Klebitz, kæmper mod rivaler på tværs af Liberty City ved siden af deres bande, omgås han også velhavende politiske kongresmedlemmer, lavere klasse cyklister og pushere, der understreger sondringen mellem øvre og nedre klasse i Amerika. The Lost's hovedkvarter et klubhus og for det meste patrulje i hele Alderney, North Algonquin, og Syd Bohan.

## Radiostationer

### Liberty Rock Radio
Genrer:Hard rock, Heavy metal, Rock n Roll, Blues rock, Rock
- Dj:Iggy Pop
- Sange:
- Nazareth – "Hair of the Dog"†
- Styx – "Renegade"†
- Rod Stewart – "Every Picture Tells a Story"†
- Lynyrd Skynyrd – "Saturday Night Special"†
- James Gang – "Funk #49"†
- Edgar Winter Group – "Free Ride"†
- Aerosmith – "Lord of the Thighs"†
- Deep Purple – "Highway Star"†
- AC/DC – "Touch Too Much"†
- Foghat – "Drivin' Wheel"†
- The Doors – "Five to One"†
- Alice Cooper – "Go to Hell"†
- Jefferson Starship – "Jane"†
- Iron Maiden – "Run to the Hills"†
- Mötley Crüe – "Wild Side"†
- Saxon – "Wheels of Steel"†
- The Doobie Brothers – "China Grove"†
- Bon Jovi – "Wanted Dead or Alive"†

### LCHC
Genrer:Hardcore punk, Crossover thrash, Trash metal, Dødsmetal, Black metal, Melodisk dødsmetal
- DJ:Max Cavalera
- At the Gates – "Slaughter of the Soul"†
- Drive By Audio – "Jailbait"††
- Celtic Frost – "Inner Sanctum"†
- Entombed – "Drowned"†
- Sepultura – "Dead Embryonic Cells"†
- Deicide – "Dead by Dawn"†
- Cannibal Corpse – "I Cum Blood"†
- Bathory – "Call from the Grave"†
- Kreator – "Awakening of the Gods"†
- Terrorizer – "Fear of Napalm"†
- Soulfly – "Blood Fire War Hate"†††

### Radio Broker
- Genre:Alternative rock, Indie rock, Post-punk

DJ:Juliette
- The Boggs – Arm In Arm (Shy Child Mix)"
- Cheeseburger – "Cocaine"
- Get Shakes – "Disneyland, Pt 1"
- LCD Soundsystem – "Get Innocuous!"
- The Prairie Cartel – "Homicide" (999 cover)
- Juliette and the Licks – "Inside the Cage (Gilmore Girls remix)"*
- Unkle featuring: The Duke Spirit – "Mayday"
- The Rapture – "No Sex for Ben"
- Tom Vek – "One Horse Race"
- Teenager – "Pony"
- Les Savy Fav – "Raging in the Plague Age"
- White Light Parade – "Riot in the City"
- Deluka – "Sleep Is Impossible"
- The Black Keys – "Strange Times"
- The Pistolas – "Take It with a Kiss"
- Ralph Myerz and the Jack Herren Band – "The Teacher"
- Greenskeepers – "Vagabond"
- Whitey – "Wrap It Up"
- !!! – "Yadnus (Still Going to the Roadhouse mix)"
- Blonde Acid Cult – "Shake It Loose"†
- Kill Memory Crash – "Hell on Wheels"†
- Magic Dirt – "Get Ready to Die"†
- Brazilian Girls – "Nouveau Americain"†
- Freeland – "Borderline"† (Brody Dalle on vocals)
- Kreeps – "The Hunger (Blood in My Mouth)"†
- Japanther – "Radical Businessman"†
- Foxylane – "Command"†
- Monotonix – "Body Language"†
- Game Rebellion – "Dance Girl (GTA Mix)"†
- The Yelling – "Blood on the Steps"†
- The Jane Shermans – "I Walk Alone"†

### San Juan Sounds
Genre:Reggaeton, Latin hip hop, Bachata
- DJ:Daddy Yankee, Henry Santos
- Sange:
- Angel & Khriz – "Ven Báilalo (Original)"
- Ivy Queen – "Dime"(Bachata Remix) †
- Aventura – "El Desprecio"†
- Fulanito – "Guallando"†
- Tego Calderón feat. Oscar D'León – "Llora, Llora"†
- Wisin & Yandel feat. DJ Nesty – "Me Estás Tentando"†
- Angel & Khriz feat. Gocho & John Eric – "Na De Na"†
- Elvis Crespo – "Suavemente"†
- Don Omar – "Virtual Diva"†

### The Beat
Genre : Rap, Hip hop
- DJ:Funkmaster Flex
- Busta Rhymes featuring: Ron Browz – "Arab Money"†
- Busta Rhymes featuring: Young Jeezy & Jadakiss – "Respect My Conglomerate"†
- T.I. featuring: Swizz Beatz – Swing Ya Rag†
- Ron Browz – "Jumping (Out the Window)"†
- DJ Khaled featuring: Kanye West & T-Pain – "Go Hard"†
- Kardinal Offishall featuring Akon & Sean Paul – "Dangerous (Remix)"†
- John Legend featuring: André 3000 – "Green Light"†
- Kanye West – "Love Lockdown"†
- B.o.B – "Auto-Tune"†
- Termanology – "Here in Liberty City"†
- Freeway – "Carjack"†
- Saigon – "Spit"†
- Skyzoo – "The Chase Is On"†
- Consequence – "I Hear Footsteps"†
- Talib Kweli – "My Favorite Song"†

### Self Actucalizion FM
DJ: Audrey

Genre: Ambient, Chillout, Downtempo, Minimalism, New Age, Psykedelisk rock
Tracklist:
- The Orb – "A Huge Ever Growing Pulsating Brain That Rules from the Centre of the Ultraworld" (Live Mix MK10)
- Alpha Wave Movement – "Artifacts & Prophecies"
- Autechre – "Bike"
- Larry Heard – "Cosmology Myth"
- Chilled by Nature – "Go Forward" (Love Bubble Mix)
- Tom Middleton – "Moonbathing"
- Alucidnation – "Skygazer (3002)" (Remix)
- Pete Namlook and Klaus Schulze (feat. Bill Laswell) – "V/8 Psychedelic Brunch"

### Ram Jam FM
Genre:Reggae
- Barrington Levy – "Don't Fuss Nor Fight (AKA Sweet Reggae Music)"
- Ini Kamoze – "Out of Jamaica"
- Damian Marley – "Holiday"
- The Morwells & Prince Jammy – "Jammin' for Survival"
- John Holt (feat. Sizzla) – "Police in Helicopter"
- Sugar Minott – "Hard Time Pressure"
- Desmond Dekker – "007 (Shanty Town)"
- Major Lazer (feat. Turbulence) – "Anything Goes"
- Prince Jammy – "Jammy A Shine"
- Toots And The Maytals – "54-46 Was My Number"
- Frankie Paul – "War is in the Dance"
- Mr. Vegas – "Mus Come a Road"

### Vice City FM
Genre:Rock, Pop
- DJ: Bobby Konders
- Neneh Cherry – "Buffalo Stance"
- Swing Out Sister – "Breakout"
- Robbie Nevil – "C'est La Vie"
- Roachford – "Cuddly Toy"
- Narada Michael Walden – "Divine Emotions"
- Five Star – "Find the Time"
- T'Pau – "Heart and Soul"
- Mai Tai – "History"
- Nu Shooz – "I Can't Wait"
- Texas – "I Don't Want a Lover"
- Marillion – "Kayleigh"
- Hue and Cry – "Labour of Love"
- Climie Fisher – "Love Changes (Everything)"
- Hall & Oates – "Maneater"
- Curiosity Killed the Cat – "Misfit"
- Coldcut & Lisa Stansfield – "People Hold On"
- Level 42 – "Something About You"
- Jeffrey Osborne – "Stay With Me Tonight"
- Womack & Womack – "Teardrops"
- Roxette – "The Look"
- Re-Flex – "The Politics of Dancing"
- 'Til Tuesday – "Voices Carry"
- Boy Meets Girl – "Waiting for a Star to Fall"
- Prefab Sprout – "When Love Breaks Down"
- Terence Trent D'Arby – "Wishing Well"
- Wet Wet Wet – "Wishing I Was Lucky"
- Scritti Politti – "Wood Beez (Pray Like Aretha Franklin)"
- John Farnham – "You're the Voice"

### Electro Choc
Genre:Tekno/Rave/Post-punk
- DJ: Francois K
- Major Lazer (feat. Leftside & Supahype) - "Jump Up" (2009)
- Daniel Haaksman (feat. MC Miltinho) - "Kid Conga" (2009)
- Boy 8-Bit - "A City Under Siege" (2009)
- Crookers (feat. Kardinal Offishall & Carla-Marie) - "Put Your Hands on Me (A Capella)" (2009)
- The Chemical Brothers - "Nude Night" (2003)
- Crookers (feat. Solo) - "Bad Men" (2009)
- Miike Snow - "Animal (A Capella)" (2009)
- Jahcoozi - "Watching You (Oliver $ Remix)" (2009)
- Crookers (feat. Nic Sarno) - "Boxer" (2009)
- SonicC - "Stickin" (2009)
- Black Noise - "Knock You Out (Andy George Remix)" (2009)
- Mixhell (feat. Jen Lasher & Oh Snap) - "Boom Da (Crookers Mix)" (2009)
- Crookers (feat. Kelis) - "No Security" (2009)

## Transportmidler
- Motorcykel
- Knallert
- Scooter
- Bil
- Tog
- Taxi
- Bus
- Båd
- Helikopter